# Bernard Demolins
Pour les articles homonymes, voir Demolins.
Bernard Demolins, né le 14 juin 1918 à Saint-Pavace, dans la Sarthe, et mort le 3 février 2012 dans le 7e arrondissement de Paris, est un officier des Forces françaises libres pendant la Seconde Guerre mondiale, Compagnon de la Libération.
Il participe à l'opération de Dakar, à la campagne du Gabon, à la campagne d'Érythrée, à la campagne de Syrie où il est blessé, à la bataille d'El Alamein.
Il prend part ensuite à la campagne d'Italie, à la bataille du Garigliano où il se distingue bien que blessé, au débarquement en Provence, à la campagne de France, à la bataille d'Alsace où il se distingue de nouveau.
Après-guerre, il devient administrateur de la France d'outre-mer puis effectue des missions successivement pour l'ONU et pour l'OCDE. Il travaille ensuite dans le secteur bancaire.

## Biographie
Bernard Demolins est né en 1918 dans la Sarthe, issu d'une famille de Saint-Malo et petit-fils d'Edmond Demolins.

### Service militaire
Bachelier, il a vingt ans lorsqu'il est appelé pour son service militaire, qu'il commence en octobre 1938 à Casablanca, au 1er régiment de zouaves. En juin 1939, il devient caporal-chef.
Au début de la Seconde Guerre mondiale, Bernard Demolins est nommé au 29e régiment de tirailleurs algériens (29e RTA). Il est envoyé en octobre 1939 à Amioun au Liban, nommé chef de pièce antichar dans la compagnie d'engins du 29e RTA.

### Rallie la France libre
Il est en permission en mai 1940 à Saint-Malo lors de la campagne de France. Ne voulant pas être fait prisonnier, il passe la Loire à la mi-juin et gagne le sud-ouest de la France. Il veut continuer la lutte et cherche à s'engager dans l'armée canadienne française. Il part de Saint-Jean-de-Luz pour l'Angleterre le 21 juin 1940 à bord du Batory où il a entraîné plusieurs compatriotes.
Simple jeune caporal-chef, il est reçu le 1er juillet 1940 à Saint-Stephen's House par le général de Gaulle en personne, qui lui explique longuement comment il va gagner la guerre avec les Anglais. Demolins s'engage aussitôt dans les Forces françaises libres,.

### Campagnes d'Afrique
D'abord nommé à la compagnie « Train-Auto », il y enseigne la conduite des poids lourds. Il embarque ensuite sur le Westernland pour les campagnes d'Afrique.
Il prend part à l'opération de Dakar en septembre 1940, débarque à Douala le 9 octobre 1940, participe à la campagne du Gabon où il est promu sergent. Au sein de la brigade française d'Orient, il participe à la campagne d'Érythrée en ravitaillant les troupes combattantes en vivres, eau et munitions.

### Campagne de Syrie, Afrique du Nord, El Alamein
Voulant combattre lui-même, il obtient d'être nommé au bataillon de marche no 3 (BM 3) où il commande une section de mitrailleuses de la compagnie lourde. Au cours de la campagne de Syrie, il est gravement blessé au bras le 17 juin 1941, et évacué à Bethléem. Il en garde de fortes séquelles au bras, mais rejoint tout de même le BM 3 en novembre 1941, et est promu sergent-chef peu après.
Il suit les cours d'élève-officier à partir de janvier 1942, à Damas. Il en sort aspirant en mai 1942. Nommé alors au 1er bataillon de fusiliers marins, il demande et obtient en octobre suivant de passer à la 22e compagnie nord-africaine (22e CNA), avec laquelle il combat à El Alamein en octobre-novembre 1942.

### Campagne d'Italie, campagne de France
Il participe ensuite à la campagne d'Italie, à la bataille du Garigliano où il se distingue bien que blessé, refusant d'être évacué, et réussissant par la précision de ses tirs à détruire un observatoire ennemi et deux groupes de mitrailleuses.
Le 17 août 1944, Demolins débarque en Provence, à Cavalaire, et prend part à la campagne de France. Il contribue à libérer Toulon, Lyon, Autun, Belfort, le Doubs et les Vosges. Promu lieutenant, il participe à la bataille d'Alsace où il se distingue de nouveau, notamment le 23 janvier 1945 en allant chercher le corps d'un chef de section puis en prenant le commandement de la section de mitrailleuses lourdes.
Demolins est créé Compagnon de la Libération par le décret du 7 mars 1945.

### Après-guerre, administrateur
Après la guerre, il intègre l'École nationale de la France d'outre-mer et devient administrateur de la France d'outre-mer. Il est successivement en poste au Tchad et en Nouvelle-Calédonie. Il obtient un certificat de statistique après avoir suivi les cours de l'École d'Application de l'INSEE.
Il travaille ensuite pour l'Organisation des Nations unies et remplit diverses missions, puis étudie à l'Institut des hautes études de Défense nationale et occupe des postes à responsabilités en Oubangui et en Mauritanie.
Revenu en France en 1961, il œuvre pour la division statistique de l'OCDE, puis dans le secteur bancaire.
Bernard Demolins meurt le 3 février 2012 à Paris, dans le 7e arrondissement. Il est enterré à Saint-Malo.
La promotion 2013 de l'École supérieure des officiers de réserve spécialistes d'état-major (ORSEM) est baptisée « Colonel Bernard-Demolins ».

## Hommages et distinctions
- Grand officier de la Légion d'honneur
- Compagnon de la Libération par décret du 7 mars 1945 ;
- Croix de guerre 1939–1945 avec quatre citations ;
- Croix du combattant volontaire de la guerre de 1939–1945
- Croix du combattant volontaire de la Résistance
- Croix du combattant
- Médaille coloniale avec mentions « Érythrée », « AFL », « Libye »
- Insigne des blessés militaires
- Commandeur de l'Ordre de l'Étoile noire (Bénin) ;
- Commandeur du Nicham El Anouar